# Sélection de grains nobles

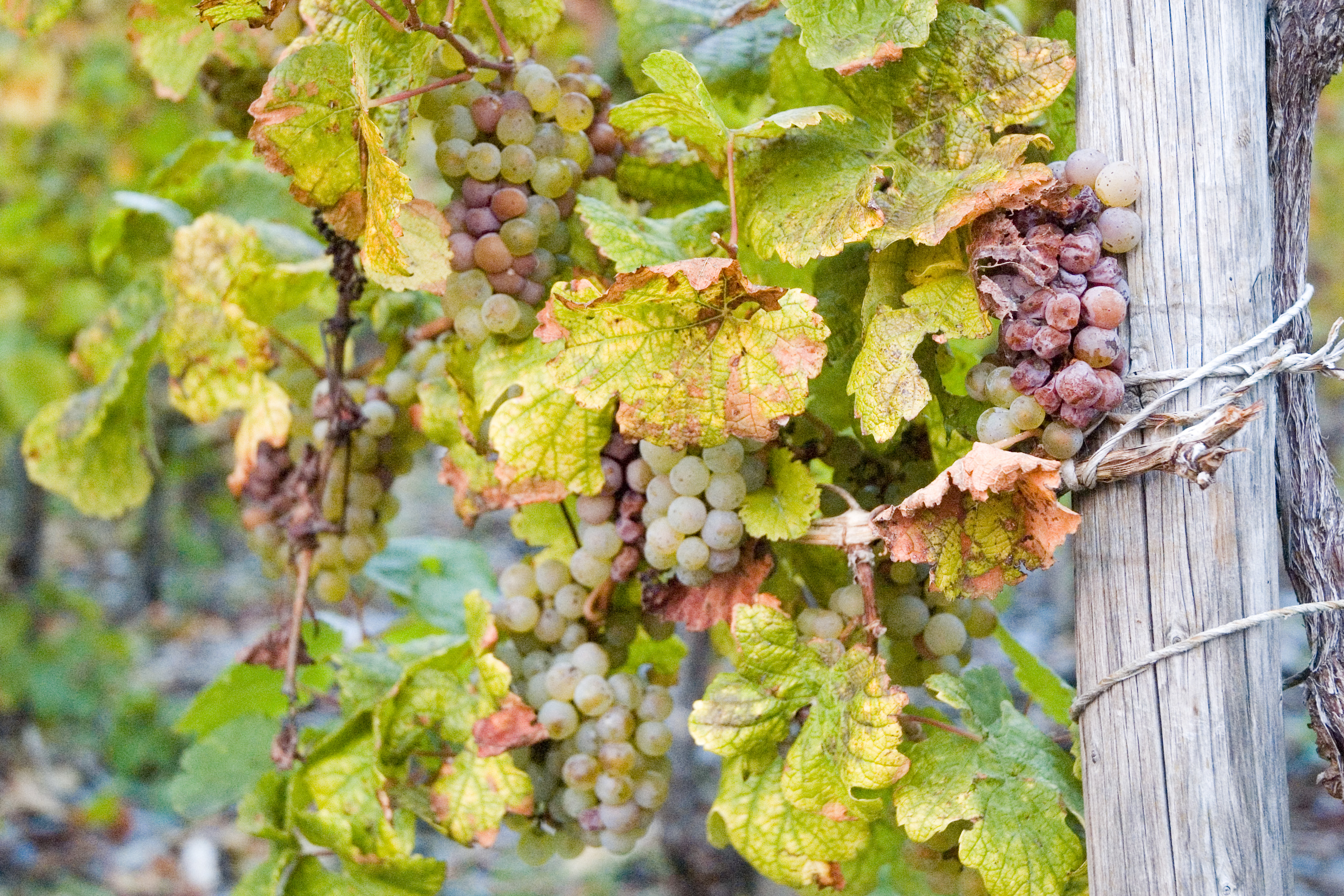
Baies de riesling partiellement atteintes par la pourriture noble.

La sélection de grains nobles (abrégée SGN) est une mention légale désignant un vin liquoreux de forte puissance aromatique issu de raisins sur-maturés.

## Procédé de fabrication

### Pourriture noble
Traditionnellement la sélection de grains nobles est obtenue à partir de raisins atteints par la pourriture noble causée par botrytis cinerea, qui sont alors sélectionnés manuellement lors de passages successifs de vendange. Quand les conditions météorologiques sont favorables, les grains de raisin arrivés à maturité sur la vigne peuvent être atteints par la pourriture noble, qui entraîne leur flétrissement puis leur dessèchement. Cela engendre une importante concentration de tous les composés présents dans les raisins, notamment les sucres, acides et arômes.
Lorsque la concentration de sucre dans les raisins est atteinte, la vendange se fait par tris successifs des grains atteints de pourriture noble ; le travail est dur et long pour de petites quantités.

### Raisins sains
Les principales appellations de sélection de grains nobles permettent toutefois d'utiliser aussi des raisins sains séchés sur pied, tant qu'une concentration minimale de sucres dans les raisins est atteinte. Ces concentrations de sucres sont supérieures à celles attendues de simples vendanges tardives et nécessitent donc des conditions météorologiques et sanitaires favorables.

### Vinification
Dans les deux cas, la vinification est ensuite réalisée comme pour un vin blanc liquoreux normal, aboutissant à un vin intense qui présente un niveau important de sucres. La concentration des sucres et arômes dans les grains rend l’identité du cépage plus discrète, au bénéfice d’une puissance, d’une complexité et d’une longueur en bouche plus importante.

## Législation
Au sens du droit européen, la sélection de grains nobles est une mention traditionnelle. Son emploi est réservé à des productions issues des appellations d'origine contrôlées (AOC) françaises : alsace, alsace grand cru, condrieu, monbazillac, graves-supérieures, bonnezeaux, jurançon, cérons, quarts-de-chaume, sauternes, loupiac, coteaux-du-layon, barsac, sainte-croix-du-mont, coteaux-de-l'aubance et cadillac.
Malgré cette liberté en droit européen, seules les appellations d'origine contrôlées suivantes réglementent effectivement l'usage de la mention « sélection de grains nobles » : alsace, les 51 AOC alsace grand cru, coteaux-de-l'aubance, coteaux-du-layon et monbazillac.

## Vins

### Vignoble d'Alsace
La mention SGN est historiquement utilisée pour les vins d'Alsace, notamment pour des raisins atteints par la pourriture noble lors des bonnes années et vendangés par sélections successives. Les vins issus de sélection de grains nobles représente les vins les plus sucrés d'Alsace, suivis par ceux issus de vendanges tardives. C'est l'équivalent du Trockenbeerenauslese produit en Allemagne, en Autriche et en Suisse, qui était l'appellation utilisée en Alsace pour ce type de vin avant 1919.
Le gewurztraminer et le pinot gris sont les cépages les plus utilisés pour les sélections de grains nobles mais le riesling et le muscat peuvent également être utilisés. Ce vin a une acidité importante qui contribue à l'équilibre du vin et peut accompagner le foie gras et les desserts aux fruits. Il se consomme également seul.
| Appellations            | Cépages                                              | Exigences SGN |
| ----------------------- | ---------------------------------------------------- | --- |
| Alsace Alsace grand cru | Gewurztraminer Pinot gris                            | Niveau de sucre minimum dans le moût : 306 g/L Titre alcoométrique naturel volumique minimum : 18,2 % Aucun enrichissement autorisé Cépage unique, vendange manuelle Indication de millésime obligatoire Élevage minimum jusqu'au 1er juin de la 2e année suivant la récolte |
| Alsace Alsace grand cru | Riesling Muscat blanc à petits grains Muscat ottonel | Niveau de sucre minimum dans le moût : 276 g/L Titre alcoométrique naturel volumique minimum : 16,4 % Aucun enrichissement autorisé Cépage unique, vendange manuelle Indication de millésime obligatoire Élevage minimum jusqu'au 1er juin de la 2e année suivant la récolte |

#### Dégustation
Ces vins se dégustent soit seuls, soit entre les repas, soit en accord avec des plats forts en goût voire épicés.
Le riesling SGN, qui possède le meilleur équilibre entre sucre et acidité, s'accorde bien avec un homard à l'américaine ou un Saint-Pierre au gingembre. Un pinot gris SGN fait honneur au gibier comme au foie gras chaud. Quant au gewurztraminer SGN, il préfère les desserts à base de cannelle et d'anis comme des poires au vin piquées de clous de girofle ou un sabayon de fruits exotiques.

### Vignoble de la vallée de la Loire
Dans la vallée de la Loire, les appellations coteaux-de-l'aubance et coteaux-du-layon proposent des sélections de grains nobles exclusivement issues du cépage chenin atteint par la pourriture noble.
Ces vins mettent en exergue tous les attraits d'une concentration extrême des raisins, avec une forte puissance et persistance aromatiques. Les arômes fruités et floraux se confondent avec des arômes de surmaturité comme les fruits secs ou confits ou des senteurs miellées. L’équilibre entre acidité, alcool et onctuosité offre aux vins la possibilité d'évoluer vers plus de complexité au fil des ans.
| Appellations         | Cépages | Exigences SGN |
| -------------------- | ------- | --- |

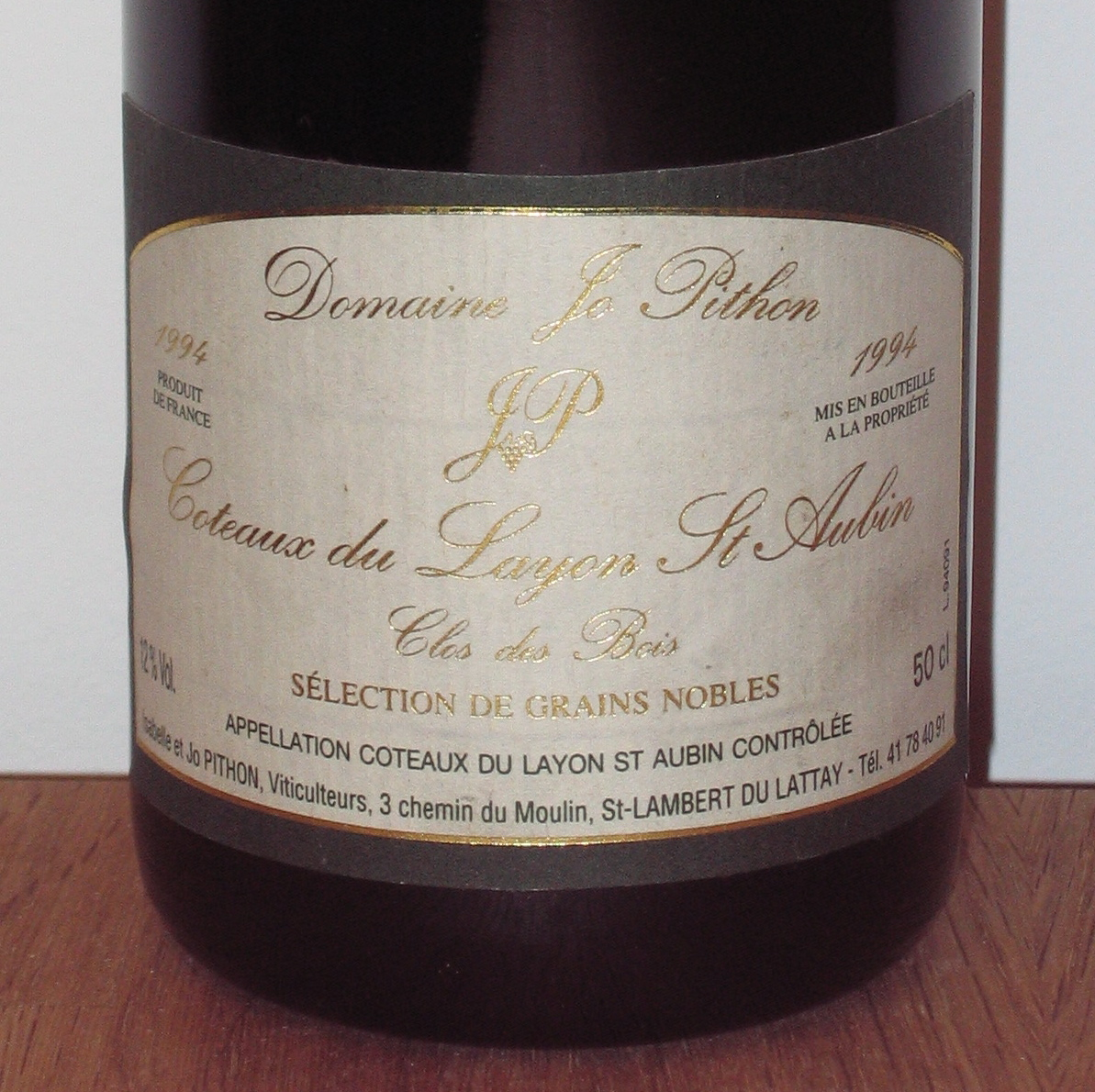
Une bouteille de coteaux-du-layon en sélection de grains nobles.

| Coteaux de l'Aubance | Chenin  | Niveau de sucre minimum dans le moût : 323 g/L Aucun enrichissement autorisé Raisins atteints par la pourriture noble uniquement Indication de millésime obligatoire Élevage minimum jusqu'au 1er juin de la 2e année suivant la récolte                                                      |
| Coteaux du Layon     | Chenin  | Niveau de sucre minimum dans le moût : 323 g/L Titre alcoométrique naturel volumique minimum : 19 % Aucun enrichissement autorisé Raisins atteints par la pourriture noble uniquement Indication de millésime obligatoire Élevage minimum jusqu'au 1er juin de la 2e année suivant la récolte |

### Vignobles du Sud-Ouest
L'appellation monbazillac propose une sélection de grains nobles issues des cépages blancs typiques de l'appellation, sur-mûris sur la vigne mais habituellement non atteints par la pourriture noble.
| Appellations | Cépages                                                               | Exigences SGN |
| ------------ | --------------------------------------------------------------------- | --- |
| Monbazillac  | Muscadelle Sauvignon Sauvignon gris Sémillon Chenin Ondenc Ugni blanc | Niveau de sucre minimum dans le moût : 255 g/L Titre alcoométrique naturel volumique minimum : 17 % Aucun enrichissement autorisé Indication de millésime obligatoire Élevage minimum jusqu'au 1er juin de la 2e année suivant la récolte |